# Melón (órgano)
El órgano del melón es un tejido ovalado de sustancia de naturaleza lipídica  que se encuentra en la frente de la mayoría de los odontocetos (cetáceos con dientes), incluyendo los delfines y marsopas, y se cree que es usado para la ecolocalización.

## Función
El melón estructuralmente forma parte del aparato nasal y comprende la mayor parte del tejido entre el espiráculo y la punta de la nariz. Es un órgano ovoide que se encuentra en la región facial de los odontocetos. Normalmente es asimétrico, ligeramente desviado hacia el lado derecho. Se encuentra sobre una almohadilla de tejido conectivo denso,
sobre las turbinas óseas del cráneo.
El tamaño del melón no se relaciona con la máxima profundidad alcanzada en las inmersiones de los cetáceos dentados. La función del melón no ha sido del todo establecida, pero se cree que es un componente bioacústico, como un medio de enfocar los sonidos usados en la ecolocalización y adaptador de impedancia. La función como adaptador de impedancia implica la creación de una similitud entre las características de este tejido y el agua circundante, de tal modo que la energía acústica puede fluir al exterior de la cabeza y penetrar al medio acuoso con mínima pérdida de energía. Algunos científicos creían erróneamente que el melón se utilizaba para sumergirse y como flotador. Estas ideas han sido descartadas en los últimos 40 años y dejaron de ser consideradas válidas por los cetólogos.
Los lípidos (grasas, aceites y ceras) dentro de la cabeza de los odontocetos son químicamente distintos. Estos tienen la característica inusual que trasmiten los sonidos a diferente velocidad dependiendo de la composición química y que son tóxicos para el metabolismo. Parece como si esta estructura lipídica especializada evolucionó como componentes de la máquina bioacústica de los odontocetos. El melón y los tejidos lípidos mandibulares que están involucrados en la producción y recepción del sonido están compuestos de  ácidos grasos  ricos en ácido isovalérico. La composición bioquímica de los lípidos en varios odontocetos cambian a diferente edad del ejemplar, lo que sugiere que la ecolocalización no está completamente desarrollada al nacimiento de estos animales.

## Melón en los cachalotes

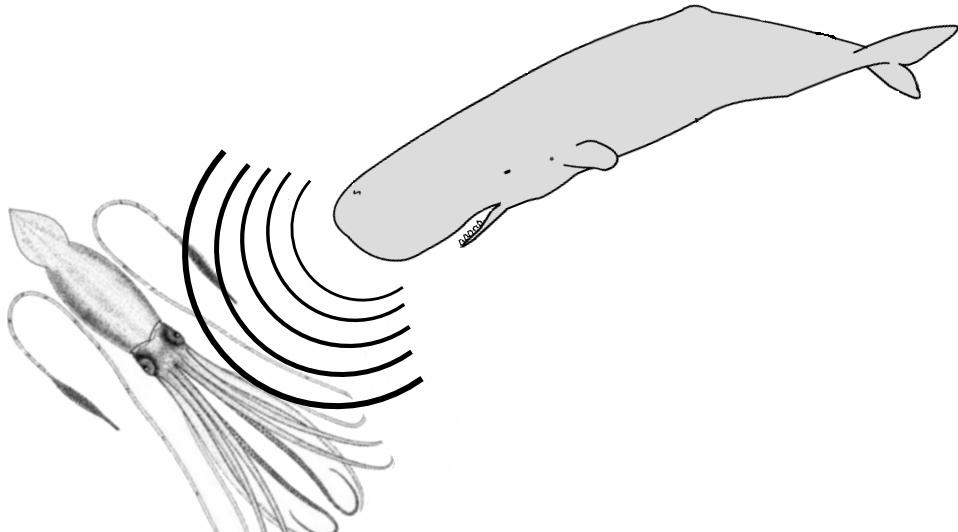
La ecolocalización le permite al cachalote ubicar calamares a grandes profundidades.

En dirección dorsal y anterior al cráneo, los cachalotes tienen una gran estructura llamada órgano del espermaceti que posiblemente actúe como un balastro biológico o constituya un carácter sexual secundario, relacionado con despliegues acústicos. Debido a la alta especialización de la enorme anatomía facial del cachalote, no está completamente dilucidado en esta especie, qué estructura es homóloga al melón de los otros cetáceos. Sin embargo Heyning, basado en la comparación con los cachalotes enano y pigmeo, sugirió una estructura denominada en inglés «junk» (en español basura o desperdicio, un segmento de tejido localizado bajo el compartimiento del espermaceti, llamado así por tener un contenido menor de aceite que éste) en lugar del espermaceti como el candidato más probable para ser el melón. Esta hipótesis es apoyada por el análisis de imágenes de tomografía computarizada.
Aun cuando el órgano del espermaceti de los cachalotes parece no ser el mismo melón, es muy notable que la sustancia grasa en el mismo, fuera muy apreciada por los balleneros del siglo XIX ya que no se descomponía y ardía muy bien en sus lámparas y velas.

## Melón en la beluga
El melón de la beluga es también único; es muy prominente, lo que le confiere un aspecto distintivo a la especie, y es capaz de deformarlo ampliamente por medio de músculos accesorios. Estos cambios de forma probablemente tengan relación con el tamaño, forma, dirección y frecuencia de las emisiones de los ecos. El aceite del melón de esta especie contiene ácidos grasos, principalmente ácido isovalérico, 60.1 % y ácidos grasos de cadena larga, 16.9%; composición que difiere bastante de la grasa corporal del animal, y esto puede desempeñar un papel en el sistema de ecolocalización.